# 约翰·卡德威尔·卡尔霍恩
约翰·卡德威尔·卡尔霍恩（英語：John Caldwell Calhoun，1782年3月18日—1850年3月31日），南卡罗来纳州人，美国政治家，曾任美国副总统、美国参议院议员、美国国务卿等。
尽管卡尔霍恩在美国南北战争爆发前十年就逝世了，但其主要精神被认为启发了后来短命的美利坚联盟国。卡尔霍恩享有“铸铁人”之称，原因是他毫不动摇地坚持他的信仰。他提出了无效论的理论，这个理论的内容是任何州在认为任何联邦法律违反宪法的话就可以宣称这个法律无效。他是奴隶制的强烈支持者，亦维护说奴隶制是正当的财产而不是坏事，并促成南方针对北方不断增强的反奴隶制态度开始威胁退出联邦。
卡尔霍恩的思想使得他与南方反叛息息相连，但卡尔霍恩生前始终为联邦政府服务，並一直在華府任多種高官。1810年至1817年任美国众议院议员，1817年至1824年任美国战争部部长，并先后任约翰·昆西·亚当斯（1825年至1829年）、安德鲁·杰克逊（1829年至1832年）的副总统。1832年辞去副总统并转任参议院议员，他的影响力更加地强化，1844年至1845年任美国国务卿。
歷史學家 Richard Hofstadter 稱他為「奴隸主階級的馬克思」。

## 生平

### 得权

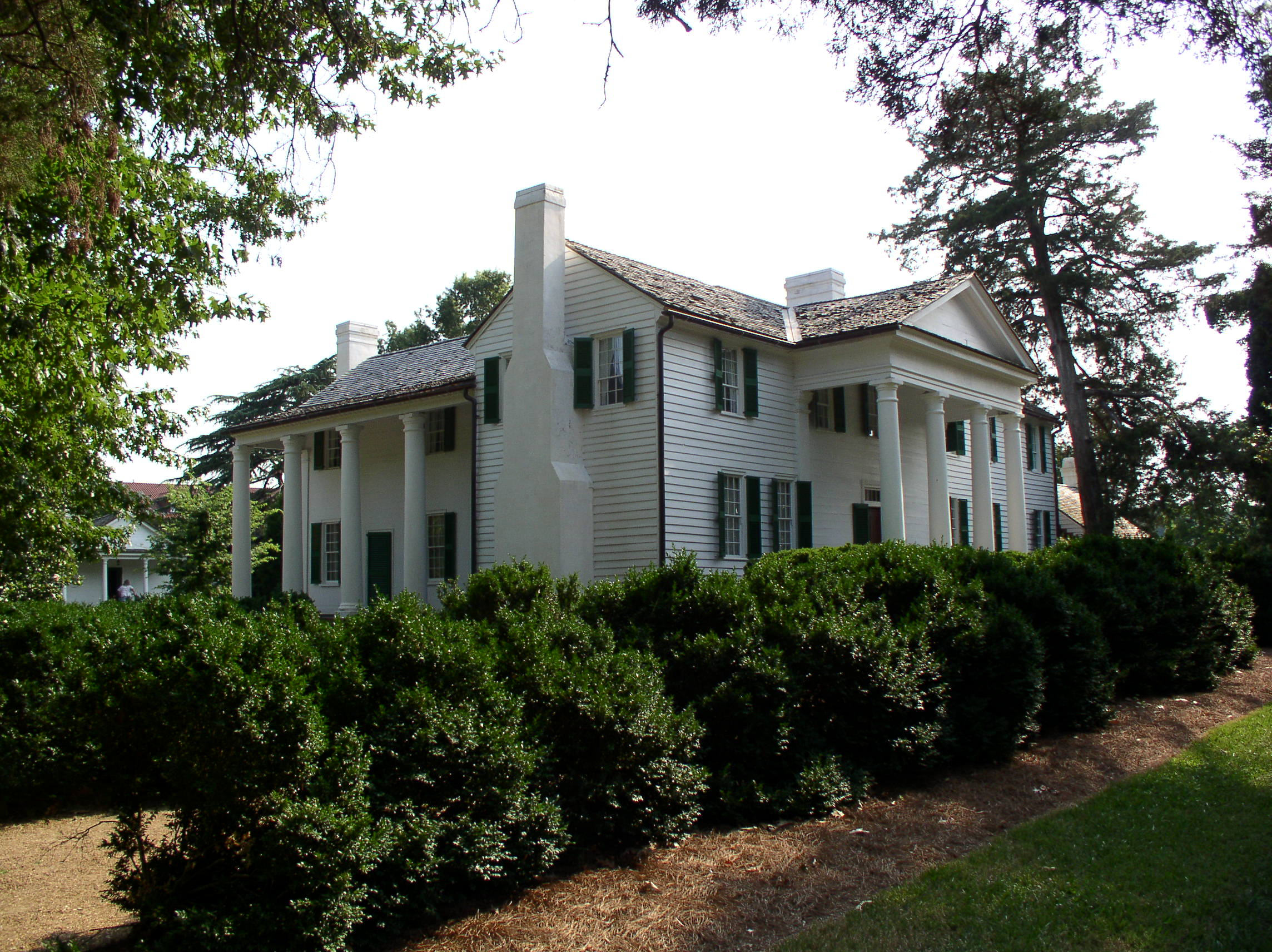
卡尔霍恩故居

卡尔霍恩的父亲是苏格兰-爱尔兰的移民。他14岁时父亲得病。卡尔霍恩輟學来经营家庭在南卡罗来纳州的农场。但后来他又上学并于1804年获得耶鲁学院的毕业证书。
1810年卡尔霍恩被选入众议院，他追随亨利·克莱支持1812年战争。战后他提出法案倡导公共工程。1817年詹姆斯·门罗指定卡尔霍恩为战争部部长。1824年總統選舉的结果出現争议，最后决定由众议院裁决。卡尔霍恩组织了一个联盟来支持约翰·昆西·亚当斯任总统，他本人任副总统。但是他觉得亚当斯单面支持北方立场，因此很快就与亚当斯吵翻。

### 杰克逊任期和无效论危机
在1828年總統選舉中，卡尔霍恩成为安德鲁·杰克逊的副总统候选人并当选副总统。但是南北之间的矛盾再次造成卡尔霍恩与他的总统之间的矛盾。
卡尔霍恩支持无效论，认为任何州可以将任何它认为违反宪法的联邦法律宣布无效；这个理论可以追溯到1798年托马斯·杰斐逊和詹姆斯·麦迪逊在提出肯塔基和弗吉尼亚决议时使用的理由，当时这个决议推翻了《外国人与煽动法案》。杰克逊则支持一个强有力的联邦政府，因此反对无效论。
1832年南卡罗来纳州宣布联邦税收无效，导致了无效危机。当时的联邦税收对北方工业的利益比较有益，对南方农业比较不利，因此南卡罗来纳州立法机关宣布它违反宪法。
对此，国会通过武力法案允许总统使用军事力量来强迫州政府履行所有联邦法律，杰克逊派遣美国海军战舰赴查尔斯顿港，而南卡罗来纳州宣布武力法案无效。最后亨利·克莱提出了一个折衷法案改变了联邦税收法律平息了这场危机。
这场危机中，杰克逊在一次宴会上说出了一句著名的祝酒辞：“我们的联邦必须和应该被保存。”副总统卡尔霍恩回答的祝酒辞是：“我们最爱戴的是自由，第二是联邦！”两人之间的决裂已经无可补救。1832年卡尔霍恩参加竞选参议员，而不愿再当副总统了。
州对联邦之间的冲突推迟了一代人，直到1860年亚伯拉罕·林肯当选总统，南方宣布它可以宣布任何北方所施加禁止奴隶制的法律无效，这场冲突才以南北战争的形式正式爆发。那时卡尔霍恩已经死了十年了。

### 参议员和奴隶制争论
1832年12月28日，卡尔霍恩被南卡罗来纳州选入美国参议员，成为第一位辞职的美国副总统。作为参议员，他的影响力更大了。
1830和1840年代，卡尔霍恩成为参议院里支持奴隶制的派别的首领，他既反对废奴主义也反对任何企图限制奴隶制向西部地区扩张的行动。
当时其他南方政治家一般将奴隶制称为是「必要的坏事」，而卡尔霍恩却在一个著名的1837年2月在参议院的演讲中说奴隶制是“正当的财产”，他的理论基础是白人的优先论和社会的父系制度，他声称所有的社会都由少数菁英集团统治，这些人享受劳动人口的劳动成果，促成一个富裕文明的社会，且认为欧洲的劳动阶级老了、病了、无法工作就被菁英们扔到一边等死，而奴隶即使无法工作还受到主人家的关怀，甚至享有过于充分的获益。
卡尔霍恩使用自由和自主为由来维护南方州保存奴隶制的权利。批评他的人指责他忽视奴隶的自主权。
卡尔霍恩对奴隶制的坚决维护和对奴隶制州的利益的斗争加深了南北之间就这个问题的分歧，埋下了南方分裂的种子。他还强烈要求将逃亡的奴隶从北方送回南方。奴隶制问题也导致了卫理宗和浸信会之间的分歧，在这里卡尔霍恩也起了重要作用。

### 晚年和遗产
1844年卡尔霍恩任美国国务卿后，于1845年重返参议院并为让奴隶制向西部州扩张而奋斗。这场战斗最后导致了《1850年妥协》。但是他的健康败坏，最后于1850年3月31日在华盛顿逝于肺结核。他被葬在查尔斯顿圣菲利普教堂的墓地上。
卡尔霍恩死后获得了许多追加的荣誉，但作为奴隶制的主要维护者他在美国历史上的角色很有争议。
南北战争时期，美国国会通过了一张印有卡尔霍恩的一分尼的邮票，这张邮票被印刷，但是没有被官方发行。
卡尔霍恩的母校耶鲁大学，将其一个本科学院命名为卡尔霍恩学院，并豎立其雕像。2010年代的学生運動，要求学院改名，以抗议卡尔霍恩支持奴隶制，2017年改名為葛麗絲·霍普學院。
克萊蒙森大學是卡尔霍恩的间接遗产。这座大学的校园立在卡尔霍恩过去的一个庄园上。卡尔霍恩将这个庄园送给了他的女婿托马斯·格林·克莱蒙森。克莱蒙森曾任美国驻比利时的大使。1888年克莱蒙森将这个庄园送给南卡罗来纳州，条件是在这里建立一座以克莱蒙森（而不是以他的岳父）来命名的农业大学。
1957年美国参议院将卡尔霍恩评选为“最伟大的五位参议员”之一。2000年参议院通过决议将他评选为“最伟大的七人”之一。

## 基因
根据其家族基因检测结果，卡尔霍恩的Y染色体单倍群为E1b1b1。